# Сассо-Марконі
Сассо-Марконі (італ. Sasso Marconi) — муніципалітет в Італії, у регіоні Емілія-Романья,  метрополійне місто Болонья.
В 1938 році до назви містечка додали прізвище Нобелівського лауреата Гульєльмо Марконі.
Сассо-Марконі розташоване на відстані близько 300 км на північ від Рима, 13 км на південний захід від Болоньї.
Населення — 14 612 осіб (2014).

## Демографія
Населення за роками:

Станом на 1 січня 2023 року в муніципалітеті офіційно проживало 1139 іноземців з 66 країн, серед них 363 громадяни країн Євросоюзу та 62 громадяни України.

## Сусідні муніципалітети
- Болонья
- Казалеккіо-ді-Рено
- Марцаботто
- Монте-Сан-П'єтро
- Монцуно
- П'яноро
- Цола-Предоза